# Migas marplesi
Espèce
Migas marplesi est une espèce d'araignées mygalomorphes de la famille des Migidae.

## Distribution
Cette espèce est endémique de Nouvelle-Zélande.

## Publication originale
- Wilton, 1968 : The spiders of New Zealand. Part II. Migidae. Otago Museum Bulletin, vol. 2, p. 73-126.